# Redondilla
Redondilla (spanska, av redondo, rund, fyllig, latin rotundus) är en spansk versform.
Redondilla består av sex- eller åttastaviga trokaiska versrader, vanligen utrustade med slutrim eller blott assonans, på så sätt, att första och fjärde assonerar inbördes, likaså andra och tredje inbördes (omfattningsrim) och förenade till fyraradiga strofer. Ordet redondilla tas även i bemärkelsen strof (fyrrading) med detta versmått. Redondilla är den spanska vitterhetens äldsta och mest inhemska versmått, vilket brukades av den folkliga epiken och lyriken samt längre fram av dramat.